# Edward Harbottle Grimston
Pour les articles homonymes, voir Grimston.
Edward Harbottle Grimston (né le 2 avril 1812 à Mayfair, Londres; décédé le 4 mai 1881 à Pebmarsh, Essex) est un joueur de cricket amateur et un homme politique du Parti conservateur qui siège à la Chambre des communes de 1835 à 1841. 

## Biographie
Il est le deuxième fils de James Grimston (1er comte de Verulam). Trois de ses frères James, Robert et Francis ont tous joué au cricket de première classe, tout comme son fils Walter et son neveu Lord Hyde.
Il est principalement associé au Oxford University Cricket Club et au Marylebone Cricket Club (MCC). Il fait 30 apparitions connues dans des matchs de première classe de 1832 à 1849. Il est un batteur droitier (RHB) et un quilleur aux allures moyennes. 
Lors Élections générales britanniques de 1835 il est élu l'un des deux députés de l'arrondissement de St Albans dans le Hertfordshire. Il est réélu en 1837 mais démissionne de son siège en 1841 avec sa nomination en tant que délégué des Chiltern Hundreds. 
Après avoir démissionné de son siège au parlement, il entre dans les Ordres et est recteur de Pebmarsh (une paroisse dont son père est le patron) de 1841 à sa mort en 1881. 